# Calínico
Calínico, Calinico o Callinicos (en griego: Καλλίνικος) es un nombre masculino o apellido de origen griego, que significa "hermoso vencedor" o "aquél que alcanza una bella victoria".

## Personas llamadas Calínico

### Gobernantes seleucidos
- Seleuco II Calinico (246 - 225 a. C.)

### Reyes de Comagene
- Mitrídates I Calínico

### Patriarcas cristianos
- Calínico I de Constantinopla
- Calínico II de Constantinopla
- Calínico III de Constantinopla
- Calínico IV de Constantinopla
- Calínico V de Constantinopla

### Otras figuras históricas
- Calínico (sofista)
- Calínico (exarca)
- Calínico (inventor)

### Personas de la edad moderna
- Alex Callinicos

## Lugares y acontecimientos
- Calinico, una ciudad fundada por Seleuco II Calinico, ahora la actual Al Raqa, Siria
- Batalla de Calinico (531), victoria de los persas sasánidas sobre los bizantinos

- Datos: Q56537912